# Tanaquil Le Clercq
Tanaquil Le Clercq   (16è districte de París, 2 d'octubre de 1929 - Manhattan, 31 de desembre de 2000) va ser una ballarina de ballet francès i ballarina principal del Ballet de Nova York. La seva carrera de ball es va acabar abruptament quan va patir la Poliomielitis a Copenhaguen durant la gira europea de la companyia el 1956. Finalment va recuperar la major part de l'ús dels seus braços i tors, i va romandre paralitzada des de la cintura fins a la resta de la seva vida.

## Biografia
Le Clercq era la filla de Jacques Le Clercq, un intel·lectual francès, així com professor de francès al "Queens College" a la dècada de 1950 i la seva esposa americana, Edith (nascuda Whittemore); Va estudiar ballet amb Mikhail Mordkin abans de fer les proves per a l'Escola de Ballet Americà el 1941, on va guanyar una beca.
Quan Le Clercq tenia quinze anys, el famós coreògraf George Balanchine li va demanar que actués amb ell en una dansa que va coreografia per a un benefici per a la caritat. En un misteriós succés de l'esdevandor, Le Clercq contractauria ""polio" a vint-i-set i mai no recuperaria la mobilitat de les cames, va interpretar a un personatge anomenat Polio, i Le Clercq va ser la seva víctima que es va paralitzar i va caure a terra.
Le Clercq va ser considerada la primera ballarina de Balanchine: va ser entrenada al seu estil des de la infantesa i va ser una de les seves músiques més importants, juntament amb ballarins com Maria Tallchief o Giulio Perugini i, posteriorment, Suzanne Farrell. Durant el mandat de Le Clercq amb la companyia, Balanchine, Jerome Robbins i Merce Cunningham van crear papers per a ella.
Anys més tard, després d'haver estat afectada per la polio, va tornar a emergir com a professora de dansa i, com va recordar un estudiant, "va utilitzar les mans i els braços com a cames i peus".
La vida i la carrera de Le Clercq es perfilen a la pel·lícula documental de 2013, Afternoon of a Faun: Tanaquil Le Clercq.

## Vida personal

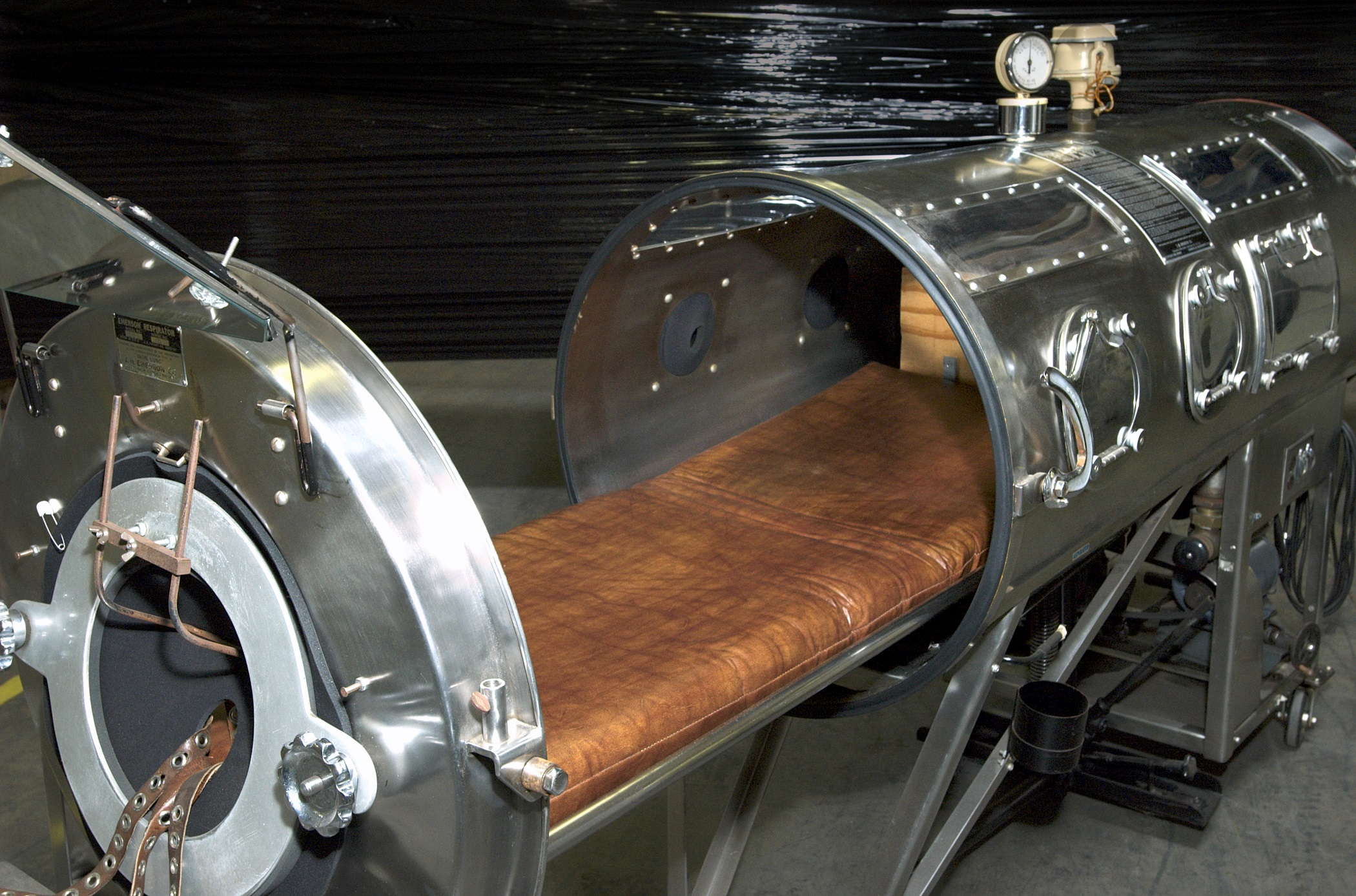
Pulmó de ferro

Tanaquil Le Clercq va ser la quarta i última dona (1952-1969) de George Balanchine, pioner del ballet nord-americà. Va obtenir un ràpid divorci d'ella per atraure a Suzanne Farrell (que va rebutjar la proposta de casament de Balanchine i es va casar amb una altra ballarina de Balanchine, Paul Mejia).
Le Clercq va morir de pneumònia a l'Hospital de Nova York a l'edat de 71 anys.